# 泰山行宫
泰山行宫又称泰山行宫送子娘娘庙，始建于明末清初，是一座位于中国天津市东丽区大毕庄村西的寺庙建筑，该建筑目前为一般保护等级历史风貌建筑。

## 历史
泰山行宫始建于明末清初，经清康熙三十七年（1698年）、清乾隆三十九年（1774年）和清道光十九年（1839年）几次修葺，泰山行宫成为占地面积为750平方米，设有山门，前、后殿的仿宫殿式古建筑。清代至民国初年期间，泰山行宫香火较盛。中华人民共和国成立后，泰山行宫曾作为大毕庄派出所办公室。1951年，很多庙内的神像被毁。文化大革命期间，庙内的檀木像也被烧毁。1993年，该建筑被天津市人民政府列为天津市修复古建筑项目之一。1993年12月24日，新的泰山行宫落成并且被定为天津市东丽区区级保护单位。

## 建筑
泰山行宫主殿为四梁八柱结构，后殿脊上装饰有二龙戏珠，两侧各装饰有六兽形和姜太公骑麒麟砖刻。建筑屋顶挂檐下左右青瓦刻有“民国二十九年戊寅月重修”字样。泰山行宫大殿正中供奉五位娘娘，分别为：养生娘娘、送生娘娘、催生娘娘、往生娘娘、接生娘娘。正殿东侧供奉有弥勒菩萨，西侧供奉有柳二爷，殿后供奉有观音菩萨和善才童子。后殿正面供奉有三位木质缠布上漆塑成的神像。后殿东侧供奉有药王，西侧供奉有娘娘。泰山行宫庙前设有两根高约5米并用双石板夹持插入基座的桅形旗杆，杆端装饰有黄色琉璃顶。山门门洞内东西两侧塑有四尊四大天王泥像，山门东斗版画喜鹊登梅，西斗版画五爷出家。